# Besleria strigillosa
Besleria strigillosa är en tvåhjärtbladig växtart som beskrevs av Ignatz Urban. Besleria strigillosa ingår i släktet Besleria och familjen Gesneriaceae. Inga underarter finns listade i Catalogue of Life.